# ISO 3166-2:OM
ISO 3166-2:OM è la specifica dello standard ISO 3166-2, parte della norma ISO 3166 dell'Organizzazione internazionale per la normazione (ISO), che definisce i codici per i nomi delle principali suddivisioni dell'Oman (il cui codice ISO 3166-1 alpha-2 è OM).
Attualmente i codici coprono gli 11 governatorati. Iniziano con la sigla OM-, seguita da due lettere.

## Codici attuali
I codici e i nomi sono elencati nell'ordine standard ufficiale pubblicato dalla ISO 3166 Maintenance Agency (ISO 3166/MA).
| Codice | Governatorato     |
| ------ | ----------------- |
| OM-BS  | al-Batina Nord    |
| OM-BJ  | al-Batina Sud     |
| OM-BU  | al-Buraymi        |
| OM-DA  | al-Dakhiliyya     |
| OM-SS  | al-Sharqiyya Nord |
| OM-SJ  | al-Sharqiyya Sud  |
| OM-WU  | al-Wusta          |
| OM-ZA  | al-Zahira         |
| OM-ZU  | Dhofar            |
| OM-MA  | Mascate           |
| OM-MU  | Musandam          |